# 레 되 마고

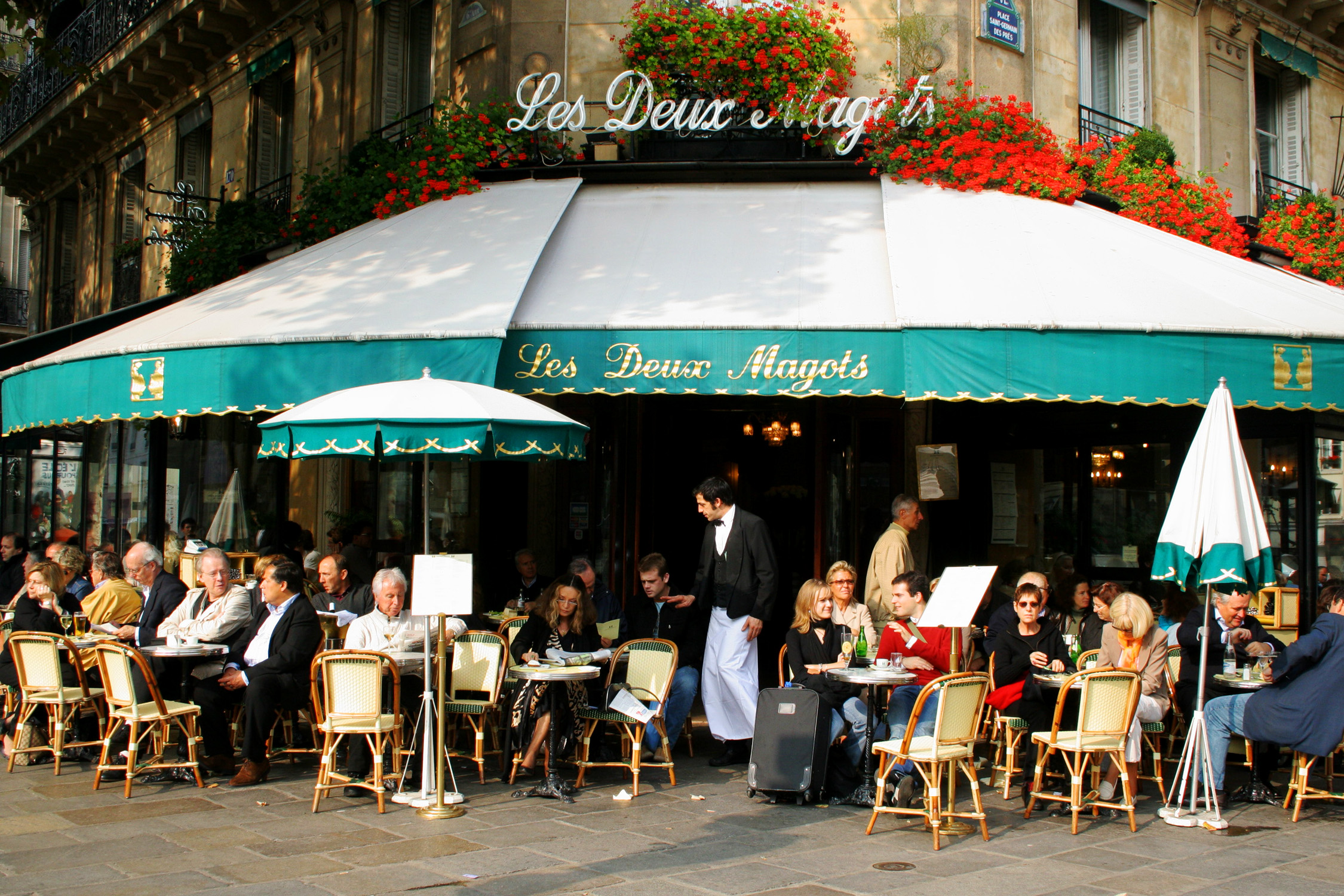
레 되 마고

레 되 마고(프랑스어: Les Deux Magots)는 파리 6구 생제르맹데프레 근처에 위치한 커피숍이다.
19세기에서 20세기에 이르기까지 여러 예술가와 문학자 및 지식인들이 모이는 장소로 이용되었으며, 시몬 드 보부아르, 장폴 사르트르, 어니스트 헤밍웨이, 알베르 카뮈, 파블로 피카소, 제임스 조이스, 베르톨트 브레히트, 줄리아 차일드 등이 이곳을 중심으로 활동하였다. 

## 같이 보기
- 카페 드 플로르